# Ordre maçonnique mixte international « le Droit humain »
L'Ordre maçònic mixt internacional «el Dret Humà» fou estat creat a finals del segle xix.
Agrupa aproximadament 27000 membres, presents a més de 60 països del món, i als 5 continents.

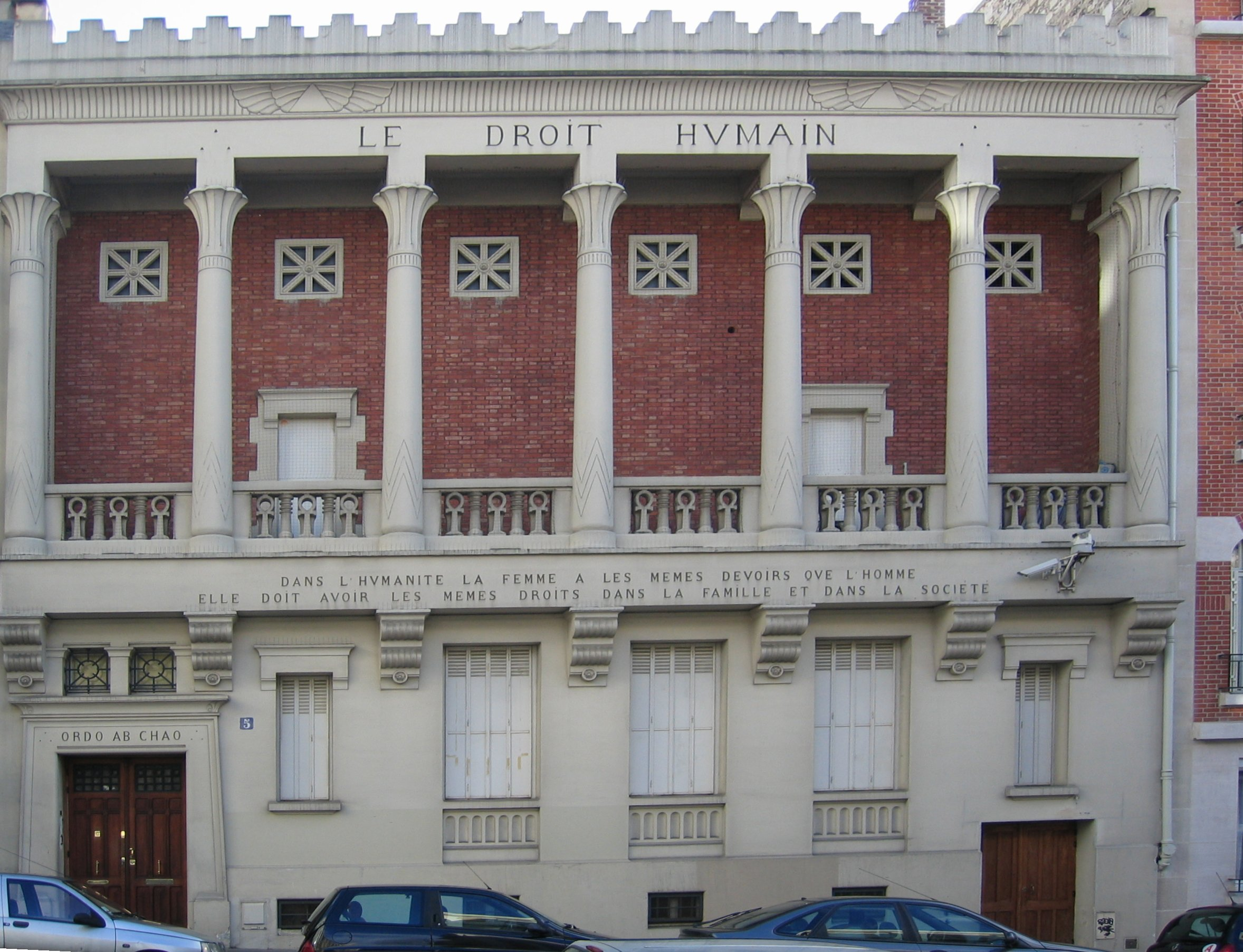
Seu de l'Ordre maçonnique mixte international « le Droit humain », carrer Jules Breton 5, París XIIIe

## Història
El 1880, dotze lògies maçòniques simbòliques van trencar amb la «Grande Loge centrale de France», lligada al Suprême Conseil de France, i van constituir una nova Obediència, sota el nom de «Grande Loge Symbolique Écossaise». Algunes d'aquestes lògies van aprovar el principi d'iniciació de les dones, però no van poder anar més lluny.
Així doncs, la lògia «Les Libres Penseurs» de Pecq va proclamar la seva autonomia el 9 de gener de 1882, per tal d'iniciar el 14 de gener de 1882, segons les pràctiques del Ritual escocès antic i acceptat, Maria Deraismes, periodista i militant feminista, en qui es fixaven els germans pels seus talents de conferenciant i el seu compromís a favor del reconeixement dels drets de les dones i dels infants.
La seva iniciació, símbol de tot un avenç social, va ser una transgressió pel que fa a les regles de la francmaçoneria i dels texts fundadors anglosaxons. Tot i això, aquesta irreversible evolució, va obrir la via a la iniciació femenina i a la igualtat iniciàtica de l'home i de la dona, en una època de voluntat d'emancipació intel·lectual i social de la dona : la societat tractava llavors la dona adulta com un infant.
Maria Deraismes, ajudada de Georges Martin, metge, senador, conseller general, iniciat el 21 de març de 1879 a la lògia "Unió i Beneficència" de la Grande Loge centrale de France i un dels fundadors de la Grande Loge Symbolique Écossaise - després d'haver iniciat 17 dones el 14 de març de 1893 - va fundar el 4 d'abril de 1893 una Lògia anomenada Grande Loge symbolique écossaise mixte de France : "Le Droit humain".
És aquesta darrera que va donar a llum, el 1901, l'Ordre maçònic mixt internacional "El Dret humà".

## Principis
Creant Le Droit Humain els seus dos fundadors afirmen la igualtat de l'home i de la dona davant la iniciació maçònica. La seva voluntat és igualment de transcendir, més enllà dels fronteres, les ètnies, les cultures i les religions.
Des de, Le Droit Humain s'estén sobre tots els continents on treballa per als drets de la dona i de la ciutadana. Implica les federacions, jurisdiccions i lògies pioneres en funció de la importància del seu desenvolupament als diferents països. El seu objectiu és d'acostar i de defensar de manera igual les dues meitats del gènere humà que tenen les mateixes necessitats i els mateixos interessos, tant en la família com en la societat. Es tracta per a ell de superar els particularismes, gèrmens de segregació, d'exclusió i de barbàrie i de lluitar per a la Pau entre les nacions.
El seu domicili social és a París, carrer Jules Breton 5, al 13è Districte.
Le Droit Humain s'ha dotat d'una Constitució Internacional afirmant aquests valors. La primera versió va ser promulgada al Congrés Maçònic internacional de 1920.
Le Droit Humain es distingeix de les altres obediències maçòniques franceses per tres especificitats : El caràcter mixt, l'internacionalisme i la continuïtat iniciàtica dels 33 graus del R.E.A.A.

## Constitució de l'Ordre
Article Primer:
L'Ordre maçonnique mixte international "LE DROIT HUMAIN" afirma la igualtat de l'Home i de la Dona. Proclamant "EL DRET HUMÀ", l'Ordre vol que aconsegueixin sobre tota la terra beneficiar-se, d'una manera igual, de la justícia social, en una humanitat organitzada en Societats lliures i fraternals.
Article 2:
Compost de Francmaçons, homes i dones fraternalment units, sense distinció d'ordre racial, ètnic, filosòfic o religiós, l'Ordre imposa per atènyer aquest objectiu, un mètode ritual i simbòlic, gràcies a la qual els seus membres edifiquen el seu Temple a la perfecció i a la glòria de la Humanitat.
Article 3:
Respectuós amb la laïcitat, de totes les creences relatives a l'eternitat o a la no-eternitat de la vida espiritual, els seus membres intenten, abans de tot, realitzar sobre la terra i per a tots els humans el màxim desenvolupament moral, intel·lectual i espiritual, condició primera de la felicitat que és possible a cada individu d'atènyer en una Humanitat fraternalment organitzada.
Article 4:
L'Ordre és constituït pels Maçons dels dos sexes que han jurat obediència a la Constitution internationale du DROIT HUMAIN i es reuneixen en Lògies de tot grau havent rebut la seva Carta del Suprême Conseil Universel Mixte. El poder legislatiu és detingut pel Congrés Maçònic Internacional, òrgan sobirà de l'ordre. ...
Article 5:
L'Ordre Maçònic Mixt Internacional "El Dret Humà" no professa cap dogma. Treballa a la recerca de la Veritat....

## Le Suprême Conseil Universel Mixte "Le Droit Humain"
La conservació dels principis de l'Ordre Maçònic Mixt Internacional "El Dret Humà" és confiada al Suprem Consell.
- Suprême Conseil Universel Mixte "Le Droit Humain"

## Presència de l'Ordre maçonnique mixte international "le Droit humain" al món
Les lògies pioneres, jurisdiccions o federacions:
- A l'Àfrica: Marroc, Zaire, Burundi, Ruanda, Senegal, el Congo, Costa d'Ivori, el Camerun, Togo, Nigèria, Txad, Mali, Burkina Faso, Guinea, Sud-àfrica, La Reunió, Madagascar, Maurici.
- A Amèrica:Canadà, Estats Units, Mèxic, Guadalupe, Martinica, Guaiana francesa, Brasil, Argentina, Xile, Colòmbia, Paraguai, Perú, Uruguai, Venezuela.
- A Àsia: Líban, Israel; Austràlia, Nova Caledònia, Tahití ,Japó.
- A Europa: Islàndia, Finlàndia, Dinamarca, Suècia, Noruega, França, Bèlgica, Luxemburg, Gran Bretanya, Suïssa, Alemanya, Àustria, Itàlia, Portugal, Lituània, Estònia, Bulgària, Romania, República Txeca, Polònia, Ucraïna, Hongria, Grècia, Xipre.

### La Federació francesa del "Droit humain"
És la primera federació en nombre d'adherits (més de 15000).
- Le Droit Humain (França).

### La federació belga del "Droit humain"
És la segona federació en nombre d'adherits (més de 6 000).
- Le Droit Humain (Bèlgica).